# María Teresa (Santa Fe)
María Teresa is een plaats in het Argentijnse bestuurlijke gebied Gral. López in de provincie Santa Fe. De plaats telt 3.952 inwoners.